# Anja Fichtel
Anja Fichtel (* 17. August 1968 in Tauberbischofsheim; während ihrer inzwischen geschiedenen Ehe Anja Fichtel-Mauritz) ist eine ehemalige deutsche Florettfechterin. Sie wurde zehnfache deutsche Einzelmeisterin, fünffache Weltmeisterin und zweimalige Olympiasiegerin im Florett. Mit insgesamt 14 Medaillen bei Olympischen Spielen, Welt- und Europameisterschaften gilt Fichtel als eine der erfolgreichsten Fechterinnen aller Zeiten.

## Leben

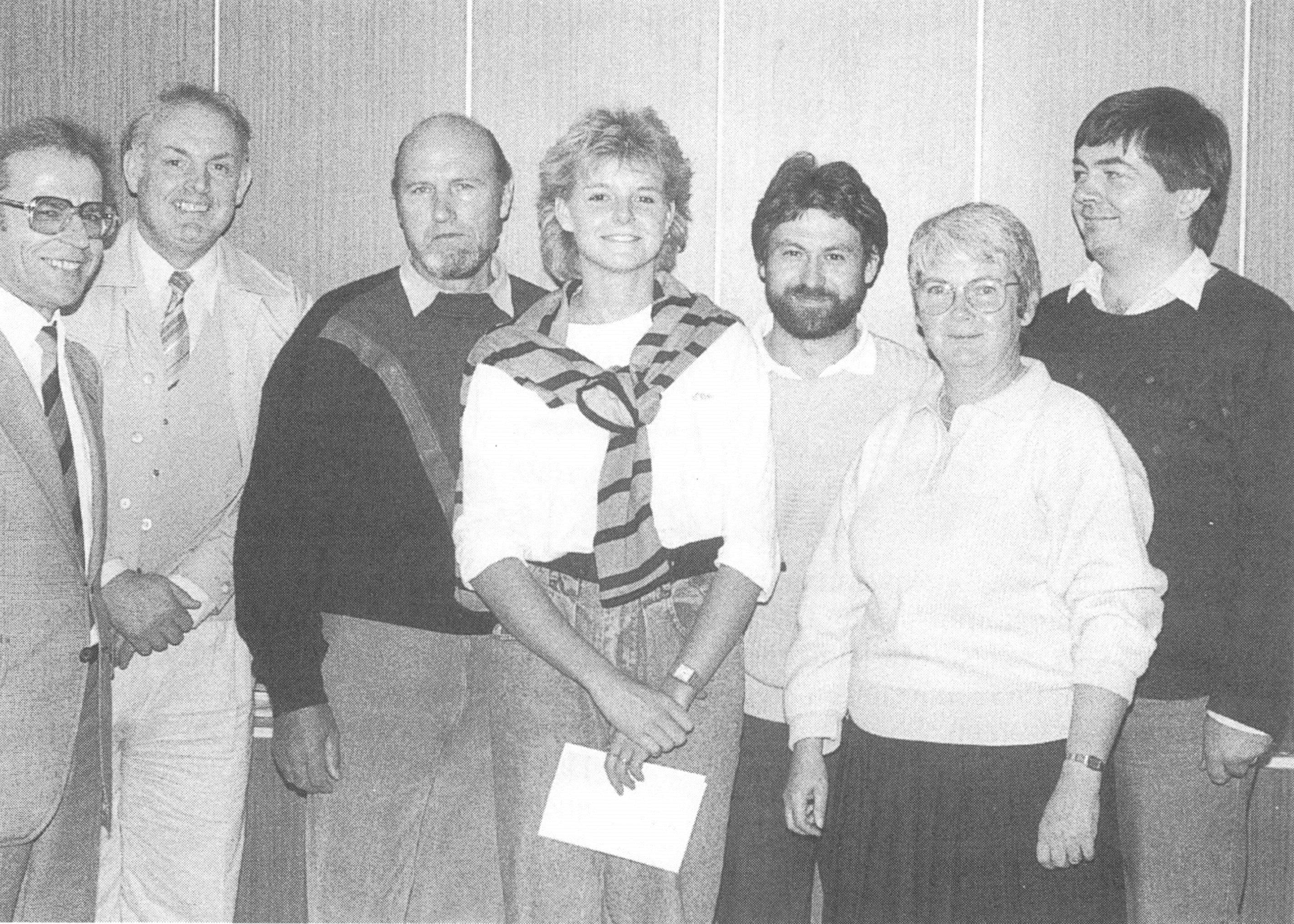
Mit Anja Fichtel freut sich die Lehrerschaft der Kaufm. Schule TBB über die Erfolge 1985/86

Anja Fichtel startete für den Fecht-Club Tauberbischofsheim und besuchte die Kaufmännische Schule Tauberbischofsheim. Die gelernte Reise- und Bürokauffrau ist als zehnfache Deutsche Meisterin im Einzel, Trägerin des Silbernen Lorbeerblattes sowie 14-malige Medaillengewinnerin bei Olympischen Spielen, Europa- und Weltmeisterschaften eine der erfolgreichsten Fechterinnen weltweit. Mit 17 Jahren wurde sie jüngste Fechtweltmeisterin aller Zeiten, mit 20 Jahren gewann sie bei den Olympischen Sommerspielen 1988 in Seoul zwei Goldmedaillen.
1992 führte Fichtel bis zum sechsten Schwangerschaftsmonat die deutsche Rangliste der Florettfechterinnen an. Bereits sechs Wochen nach der Geburt ihres ersten Sohnes gewann Fichtel im gleichen Jahr die olympische Silbermedaille in Barcelona. Bei der Schlussfeier der Spiele war sie Fahnenträgerin der bundesdeutschen Mannschaft.
Sie scheute nicht die Konfrontation mit ihrem langjährigen Förderer Emil Beck. Damals erwog sie sogar kurzzeitig, für Österreich zu fechten. Diesen Gedanken sehe Fichtel heute jedoch eher als Drohung, nicht als konkreten Plan.
Fichtel erklärte 1997 ihren Rückzug aus dem Fechtsport, kündigte im April 2004 aber an, das Training mit ihrem ehemaligen Betreuer Alexander Pusch wieder aufzunehmen, um in der Saison 2005 wieder an Wettkämpfen teilzunehmen. Ihre Fecht-Karriere hat Fichtel mittlerweile beendet.
In erster Ehe war Fichtel mit dem österreichischen Fechter Merten Mauritz verheiratet und trat während dieser Ehe als Anja Fichtel-Mauritz an. Aus dieser inzwischen geschiedenen Ehe hat Fichtel zwei Kinder, davon ficht ihr Sohn Laurin Fichtel-Mauritz. Im Juli 2006 heiratete Fichtel zum zweiten Mal, im Oktober 2006 kam ihr drittes Kind zur Welt.
Fichtel schloss 2011 eine Rückkehr als Funktionärin in die einstige Medaillenschmiede des FC Tauberbischofsheim aus. Derzeit arbeitet sie als Nachwuchstrainerin im Olympiastützpunkt Tauberbischofsheim. Als erste Fechterin ihrer Sportart wurde Fichtel 2015 in die Hall of Fame des deutschen Sports der Stiftung Deutsche Sporthilfe aufgenommen.

## Sonstiges
Anja Fichtel ist Taufpatin des Kreuzfahrtschiffes Mein Schiff 2 der Reederei TUI Cruises.
Zur Situation des Deutschen Fechtsports und der Aussicht auf zukünftige deutsche Olympiasieger äußerte sich die erfolgreichste deutsche Fechterin Fichtel 2012 wie folgt:

„Erfolg als Fechter hast du nicht durch die richtige Ernährung, oder wenn du im Wald Bestzeiten läufst. Du musst jeden Tag Gefechte fechten. Uns fehlen die Emil Becks. Unter ihm war Deutschland noch eine Fechtbastion. Für ihn war es eine Katastrophe, wenn einer seiner Schützlinge verloren hat. Wenn heute einer verliert, wird die Niederlage schön geredet, nach dem Motto: die Ansätze waren doch gut, so schlecht waren wir gar nicht. Selbstkritik fehlt fast völlig. Emil Beck wollte den unbedingten Erfolg und ist den Weg dorthin konsequent gegangen. Er hat sich von niemandem reinreden lassen. Heute macht der eine dies, der andere das. Jeder kocht sein Süppchen. Ganz große Ziele kannst du aber nur als Team erreichen, auch in einer Einzelsportart. Bestes Beispiel ist Jürgen Klopp. Er suggeriert seinen Jungs, wenn ihr euch zerreißt, könnt ihr alles schaffen. Du erreichst einen Athleten aber nur, wenn du als Trainer das Brennen für den Erfolg selbst vorlebst. Die meisten Trainer kleben aber nur auf ihren Stühlen. Wer Sportler auf den Olymp führen will, muss 24 Stunden Trainer sein. Dafür muss er aber auch entsprechend entlohnt werden. Doch daran krankt unser System extrem. Leistungssport ist allerhärteste Arbeit. Die Honorierung dafür ist stiefmütterlich. Wir brauchen uns nicht zu wundern, dass wir immer weniger Spitzenathleten haben. 15.000 Euro für einen Olympiasieg locken doch keinen hinterm Ofen hervor. Wer seine Knochen im Leistungssport geschunden hat, dem sollte auch die Zeit auf die Rente angeschrieben werden. Wenn sich nicht grundlegend etwas ändert, wird es künftig noch weniger deutsche Olympiasieger geben.“

## Auszeichnungen
- Trägerin des Silbernen Lorbeerblattes[13]
- Fichtel wurde 2001 als „Fechterin des Jahrhunderts“ ausgezeichnet[14]
- Aufnahme in die Hall of Fame des deutschen Sports 2015[10][15]